# Morden (serie de televisión)
Morden (en inglés: The Murders) es una miniserie de televisión sueca transmitida del 4 de noviembre del 2009 hasta el 9 de diciembre del 2009 a través de la cadena SVT. 
La serie contó con los actores invitados como Henrik Norlén, Erik Johansson, Carl Stjernlöf, Jan Mybrand, entre otros...

## Historia
El cuerpo de un joven de 25 años es encontrado en un sótano en una pequeña isla frente a la costa Sueca, el asesinato parece estar conectado a la masacre de una familia, el equipo de policías que atendió el caso regresa a la isla para descubrir que fue lo que pasaron por alto la primera vez y así atrapar al asesino.

## Personajes

### Personajes principales
| Actor            | Personaje       | Ocupación | Nº de episodios | Duración |
| ---------------- | --------------- | --------- | --------------- | -------- |
| Kjell Bergqvist  | Cege "CG" Ljung | Detective | 6               | 2009     |
| Göran Ragnerstam | Claes Grimme    | Detective | 6               | 2009     |
| Jens Hultén      | Theo Koders     | Detective | 6               | 2009     |
| Cecilia Nilsson  | Nina Molander   | Detective | 6               | 2009     |
| Annika Hallin    | Fanny Popescu   | Detective | 6               | 2009     |

### Personajes secundarios
| Actor               | Personaje        | Ocupación          | Nº de episodios | Duración |
| ------------------- | ---------------- | ------------------ | --------------- | -------- |
| Sten Elfström       | Josef            | -                  | 6               | 2009     |
| Mats Flink          | Prästen          | -                  | 6               | 2009     |
| Ellen Mattsson      | Sally Lundström  | -                  | 6               | 2009     |
| Stefan Sauk         | Mårten           | -                  | 6               | 2009     |
| Inga-Lill Andersson | Sandra           | -                  | 5               | 2009     |
| Johan Hedenberg     | Morks            | -                  | 5               | 2009     |
| Amanda Ooms         | Maria            | -                  | 5               | 2009     |
| Marie Richardson    | Evy              | -                  | 5               | 2009     |
| Lotta Tejle         | Rita             | -                  | 5               | 2009     |
| Karin Bergquist     | -                | Asistente de Fanny | 5               | 2009     |
| Björn Kjellman      | Max              | -                  | 4               | 2009     |
| Henrik Norlén       | David Lundström  | -                  | 4               | 2009     |
| Peter Engman        | Sten Kvarnström  | -                  | 3               | 2009     |
| Siw Erixon          | Marit Ljung      | -                  | 3               | 2009     |
| Viktor Källander    | Mikael Lundström | -                  | 2               | 2009     |
| Per Burell          | Åke Selbring     | -                  | 2               | 2009     |
| Per Graffman        | Wistam           | Mayor              | 2               | 2009     |
| Nina Togner Fex     | Lena Lundström   | -                  | 1               | 2009     |

## Episodios
La miniserie estuvo conformada por 6 episodios.

## Producción
La miniserie estrenada en 2009 por medio de la cadena SVT fue dirigida por Anders Engström, contó con los escritores Cilla Börjlind y Rolf Börjlind.
Producida por Maria Nordenberg, contó con el apoyo de la productora de posproducción Nadja Glans.
La música estuvo a cargo de Jon Rekdal, mientras que la cinematografía en manos de Stefan Kullänger.